# Smiler
Smiler è il quinto album di Rod Stewart, pubblicato nel 1974 dalla Mercury Records.

## Tracce
1. Sweet Little Rock 'N' Roller (Chuck Berry) – 3:43
2. Lochinvar (Pete Sears) – 0:25
3. Farewell (Martin Quittenton, Rod Stewart) – 4:34
4. Sailor (R.Stewart, R.Wood) – 3:35
5. Bring It On Home to Me/You Send Me (Sam Cooke) – 3:57
6. Let Me Be Your Car (Elton John, Bernie Taupin) – 4:56
7. (You Make Me Feel Like) A Natural Man (Gerry Goffin, Carole King, Jerry Wexler) – 3:54
8. Dixie Toot (R.Stewart, R.Wood) – 3:27
9. Hard Road (Harry Vanda, George Young) – 4:27
10. I've Grown Accustomed to Her Face (Alan Jay Lerner, Frederick Loewe) – 1:32
11. Girl from the North Country (Bob Dylan) – 3:52
12. Mine for Me (Paul McCartney, Linda McCartney) – 4:02

## Musicisti
- Rod Stewart - voce
- Elton John - piano, voce
- Ronnie Wood - chitarra, chitarra acustica, basso
- Pete Sears - piano
- Ric Grech - violino
- Ray Jackson - mandolino
- Ian McLagan - organo, piano
- Ray Cooper - percussioni
- Spike Heatley - basso
- Andy Newmark - batteria
- Dick Powell - violino
- Martin Quittenton - chitarra acustica
- Micky Waller - batteria, trombone
- Willie Weeks - basso
- Kenney Jones - batteria
- Chris Barber's Jazz Band
- Tropic Isles Steel Band
- The Memphis Horns - fiati

## Classifiche

### Classifiche settimanali
| Classifica (1974) | Posizione massima |
| ----------------- | ----------------- |
| Australia         | 8                 |
| Canada            | 11                |
| Norvegia          | 19                |
| Nuova Zelanda     | 29                |
| Regno Unito       | 1                 |
| Stati Uniti       | 13                |

### Classifiche di fine anno
| Classifica (1974) | Posizione |
| ----------------- | --------- |
| Australia         | 39        |
| Regno Unito       | 19        |